# トニー・ロダム
アンソニー・ディーン・ロダム（Anthony Dean Rodham, 1954年8月8日 – 2019年6月7日）は、アメリカ合衆国の実業家。ヒラリー・クリントンの実弟。

## 死去
2019年6月8日、実姉であるヒラリー・クリントンが、6月7日のトニーの死去をツイッターで報告した。